# Route 6 (Bolivie)
Pour les articles homonymes, voir Route 6.
La route 6 (en espagnol : Ruta 6) est une route de 976 km en Bolivie qui traverse les départements de Chuquisaca, Santa Cruz, Potosí, Oruro entre Hito Villazón à la frontière avec le Paraguay et l'intersection avec la route 1 à Machacamarca.
Le tronçon à l'est de Sucre est ajouté au réseau routier national (Red Vial Fundamental) par le décret suprême 25134 du 31 août 1998, alors que le tronçon à l'ouest de Sucre est ajouté à ce même réseau par la loi 2204 du 23 mai 2001.

## Itinéraire
La route 6 s'étend sur 976 kilomètres et traverse presque toute la largeur du pays dans une direction sud-est–nord-ouest. Elle débute à la frontière paraguayenne en plein Chaco bolivien, précisément dans le département de Chuquisaca. Elle est ensuite constituée de deux tronçons rectilignes sur 127 kilomètres qui permettent de joindre la ville crucéniste de Boyuibe, première zone urbaine croisée depuis la frontière. Elle partage ensuite sur 94 kilomètres un tronçon commun avec la route 9 jusqu'à Ipatí. La route fait par la suite une nouvelle entrée dans le département de Chuquisaca et longe à partir de là presque toute la chaîne andine centrale de la Cordillère orientale jusqu'aux limites orientales de l'Altiplano près d'Oruro. Elle traverse d'ailleurs sur son trajet la capitale constitutionnelle du pays, Sucre. 
La route est pavée de son extrémité nord-ouest près d'Oruro jusqu'à Boyuibe dans Santa Cruz, mis à part une section en gravier ou en terre d'environ 70 kilomètres près de Monteagudo. De Boyuibe à la frontière paraguayenne, elle est à nouveau non pavée.

## Villes traversées

### Département de Chuquisaca
- km 0 : Hito Villazón

### Département de Santa Cruz
- km 128 : Boyuibe
- km 196 : Camiri
- km 228 : Ipatí

### Département de Chuquisaca
- km 326 : Monteagudo
- km 456 : Padilla
- km 488 : Tomina (en)
- km 531 : Zudañez
- km 576 : Tarabuco
- km 615 : Yamparaez
- km 643 : Sucre

### Département de Potosí
- km 703 : Ravelo
- km 720 : Ocurí
- km 885 : Uncía
- km 898 : Llallagua
- km 905 : Siglo XX

### Département d'Oruro
- km 954 : Huanuni
- km 976 : Machacamarca